# Filmografia de Meryl Streep

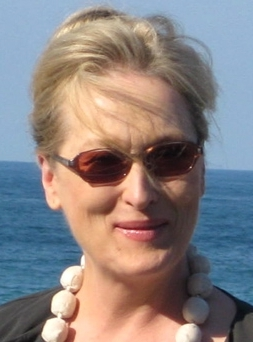
Meryl Streep, 2008.

Meryl Streep é uma atriz de teatro, televisão e cinema estadunidense. Streep é tida como uma das maiores atrizes da era moderna, sendo frequentemente muito bem avaliada pela crítica em geral, além de ser uma das mais premiadas estrelas do cinema mundial.
Streep estrou profissionalmente no teatro com The Playboy of Seville (1971); na televisão com The Deadliest Season (1977); e no cinema com Julia. O sucesso e a consagração vieram com outros diversos trabalhos marcantes, tais como: The Deer Hunter, Kramer vs. Kramer e Sophie's Choice. Uma atriz bem conceituada, Streep encarnou ainda personagens icônicos, como no musical Mamma Mia! e no, mais recente, The Iron Lady.

## Filmografia

### Cinema
| Ano  | Título                                          | Papel                    | Bilheteria*      | Notas                 |
| ---- | ----------------------------------------------- | ------------------------ | ---------------- | --------------------- |
| 1977 | Julia                                           | Anne Marie               | US$75,8 milhões  |                       |
| 1978 | The Deer Hunter                                 | Linda                    | US$170,8 milhões |                       |
| 1979 | Manhattan                                       | Jill                     | US$129,9 milhões |                       |
| 1979 | The Seduction of Joe Tynan                      | Karen Traynor            | US$63,7 milhões  |                       |
| 1979 | Kramer vs. Kramer                               | Joanna Kramer            | US$351 milhões   |                       |
| 1981 | The French Lieutenant's Woman                   | Sarah/Anna               | US$78,9 milhões  |                       |
| 1982 | Still of the Night                              | Brooke Reynolds          | US$16,6 milhões  |                       |
| 1982 | Sophie's Choice                                 | Sophie Zawistowski       | US$77,9 milhões  |                       |
| 1983 | Silkwood                                        | Karen Silkwood           | US$87,3 milhões  |                       |
| 1984 | Falling in Love (filme)                         | Molly Gilmore            | US$26,7 milhões  |                       |
| 1985 | Plenty                                          | Susan Traherne           | US$14,1 milhões  |                       |
| 1985 | Out of Africa                                   | Karen Blixen             | US$192,7 milhões |                       |
| 1986 | Heartburn                                       | Rachel Samstat           | US$55,7 milhões  |                       |
| 1987 | Ironweed                                        | Helen Archer             | US$14,7 milhões  |                       |
| 1988 | A Cry in the Dark                               | Lindy Chamberlain        | US$13,7 milhões  |                       |
| 1989 | She-Devil                                       | Mary Fisher              | US$30,7 milhões  |                       |
| 1990 | Postcards from the Edge                         | Suzanne Vale             | US$75,4 milhões  |                       |
| 1991 | Defending Your Life                             | Julia                    | US$ 31,7 milhões |                       |
| 1991 | Age 7 in America                                |                          |                  | Voz                   |
| 1992 | Death Becomes Her                               | Madeline Ashton          | US$114,9 milhões |                       |
| 1993 | The House of the Spirits                        | Clara del Valle Trueba   | US$12,2 milhões  |                       |
| 1994 | The River Wild                                  | Gail Hartman             | US$91,4 milhões  |                       |
| 1995 | The Bridges of Madison County                   | Francesca Johnson        | US$134,2 milhões |                       |
| 1996 | Before and After                                | Dr. Carolyn Ryan         | US$16,2 milhões  |                       |
| 1996 | Marvin's Room                                   | Lee                      | US$22,8 milhões  |                       |
| 1998 | Dancing at Lughnasa                             | Kate 'Kit' Mundy         | US$3,7 milhões   |                       |
| 1998 | One True Thing                                  | Kate Gulden              | US$40,4 milhões  |                       |
| 1999 | Music of the Heart                              | Roberta Guaspari         | US$23,9 milhões  |                       |
| 2001 | A.I. Artificial Intelligence                    | Blue Fairy               | US$113,3 milhões | Voz                   |
| 2002 | Adaptation.                                     | Susan Orlean             | US$30,6 milhões  |                       |
| 2002 | The Hours                                       | Clarissa Vaughan         | US$56,4 milhões  |                       |
| 2003 | Stuck on You                                    | Meryl Streep             | US$45,3 milhões  | Participação Especial |
| 2004 | The Manchurian Candidate                        | Eleanor Shaw             | US$86,7 milhões  |                       |
| 2004 | Lemony Snicket's A Series of Unfortunate Events | Aunt Josephine           | US$154,3 milhões |                       |
| 2005 | Prime                                           | Lisa Metzger             | US$29 milhões    |                       |
| 2006 | A Prairie Home Companion                        | Yolanda Johnson          | US$25,3 milhões  |                       |
| 2006 | The Music of Regret                             | Mulher                   |                  | Curta-metragem        |
| 2006 | The Devil Wears Prada                           | Miranda Priestly         | US$155,4 milhões |                       |
| 2006 | The Ant Bully                                   | Rainha Formiga           | US$35 milhões    | Voz                   |
| 2007 | Dark Matter                                     | Joanna Silver            | US$34,8 mil      |                       |
| 2007 | Evening                                         | Lila Wittenborn Ross     | US$14,8 milhões  |                       |
| 2007 | Rendition                                       | Corrine Whitman          | US$11,5 milhões  |                       |
| 2007 | Lions for Lambs                                 | Janine Roth              | US$17,8 milhões  |                       |
| 2008 | Mamma Mia!                                      | Donna Sheridan           | US$163,8 milhões |                       |
| 2008 | Doubt                                           | Sister Aloysius Beauvier | US$38 milhões    |                       |
| 2009 | Julie & Julia                                   | Julia Child              | US$102,9 milhões |                       |
| 2009 | Fantastic Mr. Fox                               | Senhora Fox              | US$22,4 milhões  | Voz                   |
| 2009 | It's Complicated                                | Jane Adler               | US$117,6 milhões |                       |
| 2010 | Higglety Pigglety Pop!                          | Jennie                   |                  | Curta-metragem/Voz    |
| 2011 | The Iron Lady                                   | Margaret Thatcher        | US$30,9 milhões  |                       |
| 2012 | Hope Springs                                    | Kay Soames               | US$66,7 milhões  |                       |
| 2013 | August: Osage County                            | Violet Weston            |                  |                       |
| 2014 | The Homesman''                                  | Altha Carter             |                  |                       |
| 2014 | Into the Woods                                  | Bruxa                    |                  |                       |
| 2014 | The Giver                                       | Chief Elder              |                  |                       |
| 2015 | Ricki and the Flash                             | Ricki                    |                  |                       |
| 2015 | Suffragette                                     | Emmeline Pankhurst       |                  |                       |
| 2016 | Florence Foster Jenkins                         | Florence Foster Jenkins  | US$56 milhões    |                       |
| 2017 | The Post                                        | Kay Graham               | US$179,8 milhões |                       |
| 2018 | Mamma Mia! Here We Go Again                     | Donna Sheridan           | US$393 milhões   |                       |
| 2018 | Mary Poppins Returns                            | Topsy Poppins            | US$348,9 milhões |                       |
| 2019 | The Laundromat                                  | Martin/Elena/Ela mesma   | US$50 milhões    |                       |

### Televisão
| Ano       | Título                    | Papel               | Notas                               |
| --------- | ------------------------- | ------------------- | ----------------------------------- |
| 1977      | The Deadliest Season      | Sharon Miller       |                                     |
| 1978      | Holocaust                 | Inga Helms Weiss    |                                     |
| 1979      | Uncommon Women and Others | Leilah              |                                     |
| 1994      | The Simpsons              | Jessica Lovejoy     | Episódio: "Bart's Girlfriend"       |
| 1997      | …First Do No Harm         | Lori Reimuller      |                                     |
| 1999      | King of the Hill          | Aunt Esme Dauterive | Episódio: "A Beer Can Named Desire" |
| 2003      | Angels in America         | Vários papéis       |                                     |
| 2003      | Freedom: A History of Us  | Vários papéis       | 4 episódios                         |
| 2010-2012 | Web Therapy               | Camilla Bowner      | 5 episódios                         |

### Teatro
| Ano     | Título                          | Papel                      |
| ------- | ------------------------------- | -------------------------- |
| 1975    | Trelawny of the Wells           | Miss Imogen Parrott        |
| 1976    | 27 Wagons Full of Cotton        | Flora Meighan              |
| 1976    | A Memory of Two Mondays         | Patricia                   |
| 1976    | Secret Service                  | Edith Varney               |
| 1976    | Henry V                         | Katherine                  |
| 1976    | Measure for Measure             | Isabella                   |
| 1977    | Happy End                       | Lieutenant Lillian Holiday |
| 1977    | The Cherry Orchard              | Dunyasha                   |
| 1978    | Alice at the Palace             | Alice                      |
| 1978    | The Taming of the Shrew         | Kate                       |
| 1979    | Taken in Marriage               | Andrea                     |
| 1980–81 | Alice at the Palace             | Alice                      |
| 2001    | The Seagull                     | Irina Nikolayevna          |
| 2006    | Mother Courage and Her Children | Mother Courage             |